# Best Thing I Never Had
Best Thing I Never Had is de tweede single van het vierde studioalbum 4 van Beyoncé. Het lied gaat over wraak en karma. Omdat ze geen gebroken hart wil oplopen, is ze blij dat ze zich heeft losgemaakt van iemand die niet inzag dat hij gelukkig met haar zou kunnen worden. Het is een midtempo ballad met invloeden uit de gospelmuziek. Muziekcritici merkten qua thema en muzikale stijl overeenkomsten op met Beyoncés single Irreplaceable uit 2006.

## Hitnoteringen

### Nederlandse Top 40
| Hitnotering: 25-06-2011 t/m 10-09-2011 | Hitnotering: 25-06-2011 t/m 10-09-2011 | Hitnotering: 25-06-2011 t/m 10-09-2011 | Hitnotering: 25-06-2011 t/m 10-09-2011 | Hitnotering: 25-06-2011 t/m 10-09-2011 | Hitnotering: 25-06-2011 t/m 10-09-2011 | Hitnotering: 25-06-2011 t/m 10-09-2011 | Hitnotering: 25-06-2011 t/m 10-09-2011 | Hitnotering: 25-06-2011 t/m 10-09-2011 | Hitnotering: 25-06-2011 t/m 10-09-2011 | Hitnotering: 25-06-2011 t/m 10-09-2011 | Hitnotering: 25-06-2011 t/m 10-09-2011 | Hitnotering: 25-06-2011 t/m 10-09-2011 | Hitnotering: 25-06-2011 t/m 10-09-2011 |
| Week:                                  | 1                                      | 2                                      | 3                                      | 4                                      | 5                                      | 6                                      | 7                                      | 8                                      | 9                                      | 10                                     | 11                                     | 12                                     |                                        |
| -------------------------------------- | -------------------------------------- | -------------------------------------- | -------------------------------------- | -------------------------------------- | -------------------------------------- | -------------------------------------- | -------------------------------------- | -------------------------------------- | -------------------------------------- | -------------------------------------- | -------------------------------------- | -------------------------------------- | -------------------------------------- |
| Positie:                               | 37                                     | 32                                     | 32                                     | 36                                     | 28                                     | 27                                     | 27                                     | 23                                     | 28                                     | 30                                     | 33                                     | 37                                     | uit                                    |

### NederlandseSingle Top 100
| Hitnotering: 18-06-2011 t/m 24-09-2011 | Hitnotering: 18-06-2011 t/m 24-09-2011 | Hitnotering: 18-06-2011 t/m 24-09-2011 | Hitnotering: 18-06-2011 t/m 24-09-2011 | Hitnotering: 18-06-2011 t/m 24-09-2011 | Hitnotering: 18-06-2011 t/m 24-09-2011 | Hitnotering: 18-06-2011 t/m 24-09-2011 | Hitnotering: 18-06-2011 t/m 24-09-2011 | Hitnotering: 18-06-2011 t/m 24-09-2011 | Hitnotering: 18-06-2011 t/m 24-09-2011 | Hitnotering: 18-06-2011 t/m 24-09-2011 | Hitnotering: 18-06-2011 t/m 24-09-2011 | Hitnotering: 18-06-2011 t/m 24-09-2011 | Hitnotering: 18-06-2011 t/m 24-09-2011 | Hitnotering: 18-06-2011 t/m 24-09-2011 | Hitnotering: 18-06-2011 t/m 24-09-2011 | Hitnotering: 18-06-2011 t/m 24-09-2011 |
| Week:                                  | 1                                      | 2                                      | 3                                      | 4                                      | 5                                      | 6                                      | 7                                      | 8                                      | 9                                      | 10                                     | 11                                     | 12                                     | 13                                     | 14                                     | 15                                     |                                        |
| -------------------------------------- | -------------------------------------- | -------------------------------------- | -------------------------------------- | -------------------------------------- | -------------------------------------- | -------------------------------------- | -------------------------------------- | -------------------------------------- | -------------------------------------- | -------------------------------------- | -------------------------------------- | -------------------------------------- | -------------------------------------- | -------------------------------------- | -------------------------------------- | -------------------------------------- |
| Positie:                               | 70                                     | 85                                     | 44                                     | 58                                     | 45                                     | 48                                     | 46                                     | 47                                     | 41                                     | 47                                     | 37                                     | 54                                     | 56                                     | 62                                     | 81                                     | uit                                    |

### VlaamseUltratop 50
| Hitnotering: 27-08-2011 | Hitnotering: 27-08-2011 | Hitnotering: 27-08-2011 |
| Week:                   | 1                       |                         |
| ----------------------- | ----------------------- | ----------------------- |
| Positie:                | 50                      | uit                     |